# 昔康
昔康(英語：Oxicam)是一類非類固醇抗發炎藥(NSAIDS)，其可和血漿蛋白緊密結合。大多數的昔康類藥物会不具選擇性地抑制環氧合酶，唯一的例外是美洛昔康，其稍微偏好抑制COX-2(10:1)，然而，此在低劑量下才有臨床上的重要性。
昔康的種類包括：
- 安吡昔康
- 屈昔康
- 氯諾昔康
- 美洛昔康
- 吡羅昔康
- 替諾昔康

## 化學結構
昔康類化合物的物理化學性質可因環境有所不同，相對於其他非類固醇抗發炎藥，昔康類不是羧酸，其会異構互變並且具有多重的互變異構體(酮-烯醇互变异构)，下有附圖以吡羅昔康為例：

## 藥物副作用
昔康類藥物的使用被認為與多形性紅斑、史蒂芬斯－強森症候群和毒性表皮壞死溶解症有關，此關聯為昔康類藥物不會被普遍地作為主要處方用藥原因之一。